# Classe GC
Le unità classe GC sono dei natanti che fanno parte della componente litoranea della Guardia Costiera Italiana, idonei al servizio portuale e litoraneo. Accanto ai natanti di tipo GC vi sono quelli del tipo GCA e GCB, mentre i mezzi nautici classe GCL, alla luce delle intrinseche caratteristiche tecnico-operative, non trovano specifica collocazione in una delle componenti tipiche delle attività del Corpo e possono essere considerati come mezzi logistici.

## Classe GC
In questa classificazione rientrano tutti i gommoni/natanti che hanno una lunghezza inferiore ai 6,5 metri e sono dei natanti di tipo "commerciale" con allestimento standard che vengono utilizzati prevalentemente durante la stagione balneare per il controllo delle spiagge. Il loro materiale di costruzione è generalmente in vetroresina e gomma, la velocità di questi mezzi è varia secondo la loro motorizzazione, così come la loro autonomia. L'equipaggio generalmente costituito da due nocchieri di porto.
Alcuni di questi natanti sono stati forniti dagli enti locali, quali comuni, province, riserve marine, attraverso apposite convenzioni al fine di incrementare i presidi in quei tratti di costa libera dove non sono presenti servizi di sorveglianza.
Un'aliquota di questi natanti viene destinata ad attività di vigilanza presso le aree marine protette.

## Classe GCA
Rientrano nella categoria del tipo GCA tutti i natantii che hanno una lunghezza superiore a 8,5 m, che sebbene classificati come litoranei sono dei natanti di tipo "professionale" che trovano, soprattutto nel segmento Zodiac, la loro maggiore capacità operativa. Grazie alle elevate qualità nautiche, alla loro elevata velocità prossima ai 35 nodi ed alla loro dotazione radioelettrica, questi natanti possono operare anche in scenari operativi complessi. Il loto materiale di costruzione è generalmente in vetroresina e gomma.

## Classe GCB
Rientrano nella classificazione tipo GCB tutti i natanti che hanno una lunghezza compresa fra i 6,5 e 8,5 metri e sono in linea di massima natanti di tipo "commerciale" con l'allestimento standard per le unità del Corpo che svolgono attività tutto l'anno. Il loto materiale di costruzione è generalmente in vetroresina o in vetroresina e gomma.
Alcune forniture di natantii rientrano in specifiche convenzioni formulate con enti locali quali comuni, province, riserve marine, cui il Corpo contribuisce per incrementare i presidi su quei tratti di costa libera dove non sono presenti servizi di sorveglianza.
Un'aliquota di questi natanti viene destinata ad attività di vigilanza presso le aree marine protette.

## Galleria d'immagini

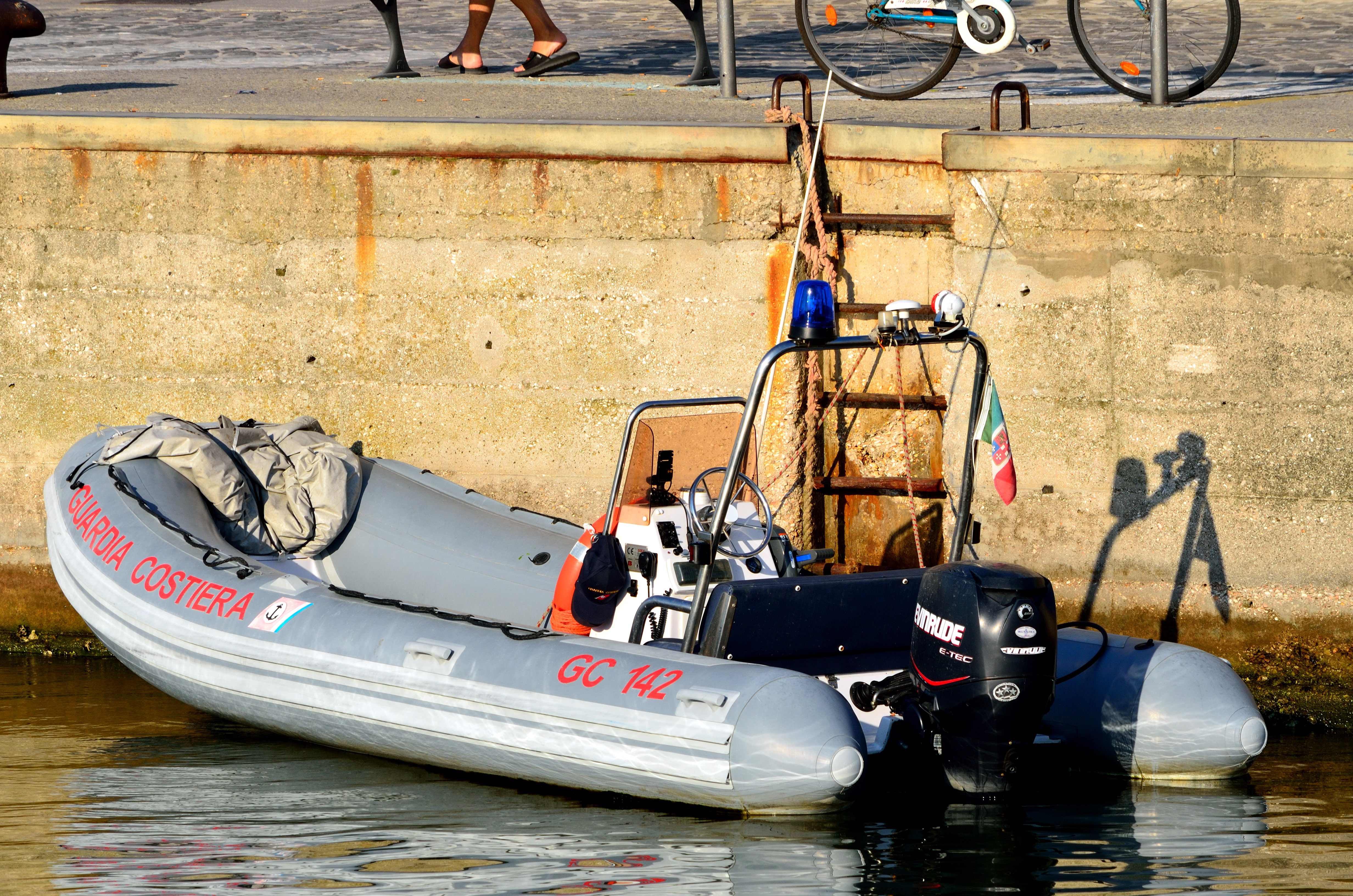
GC142 ormeggiato a Cattolica
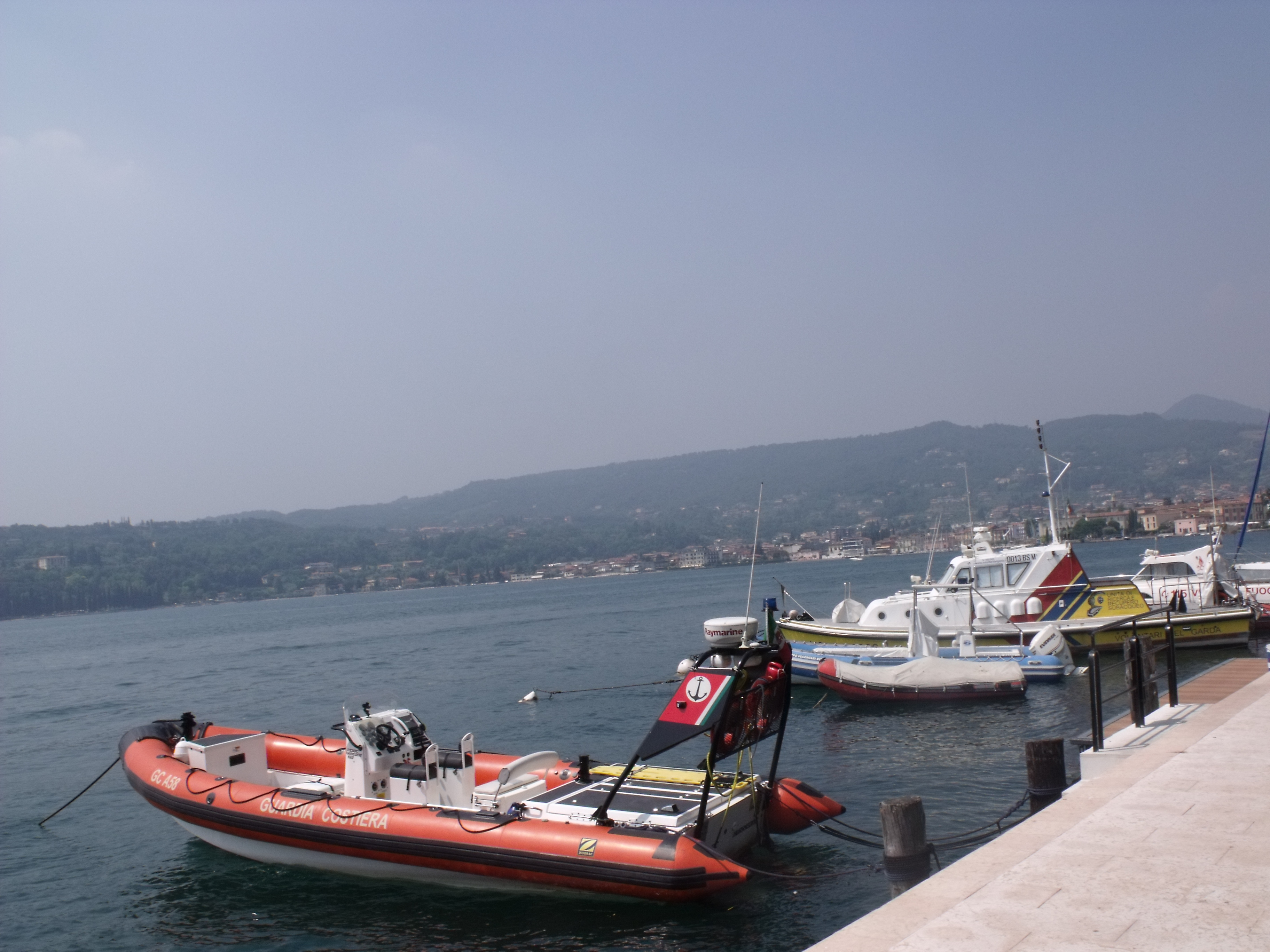
GCA53 ormeggiato a Salò sul Garda
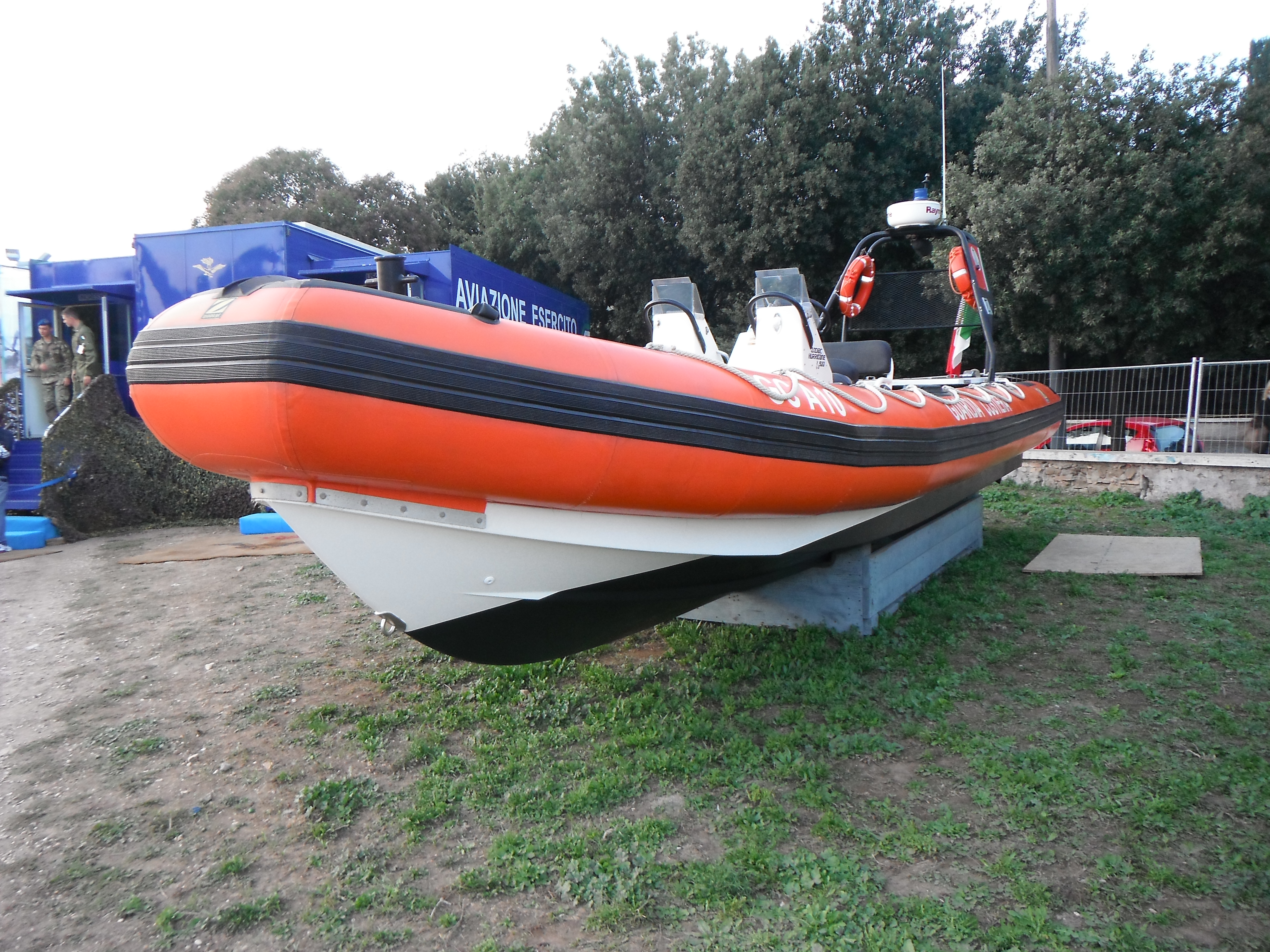
GCA10 esposto al Circo Massimo
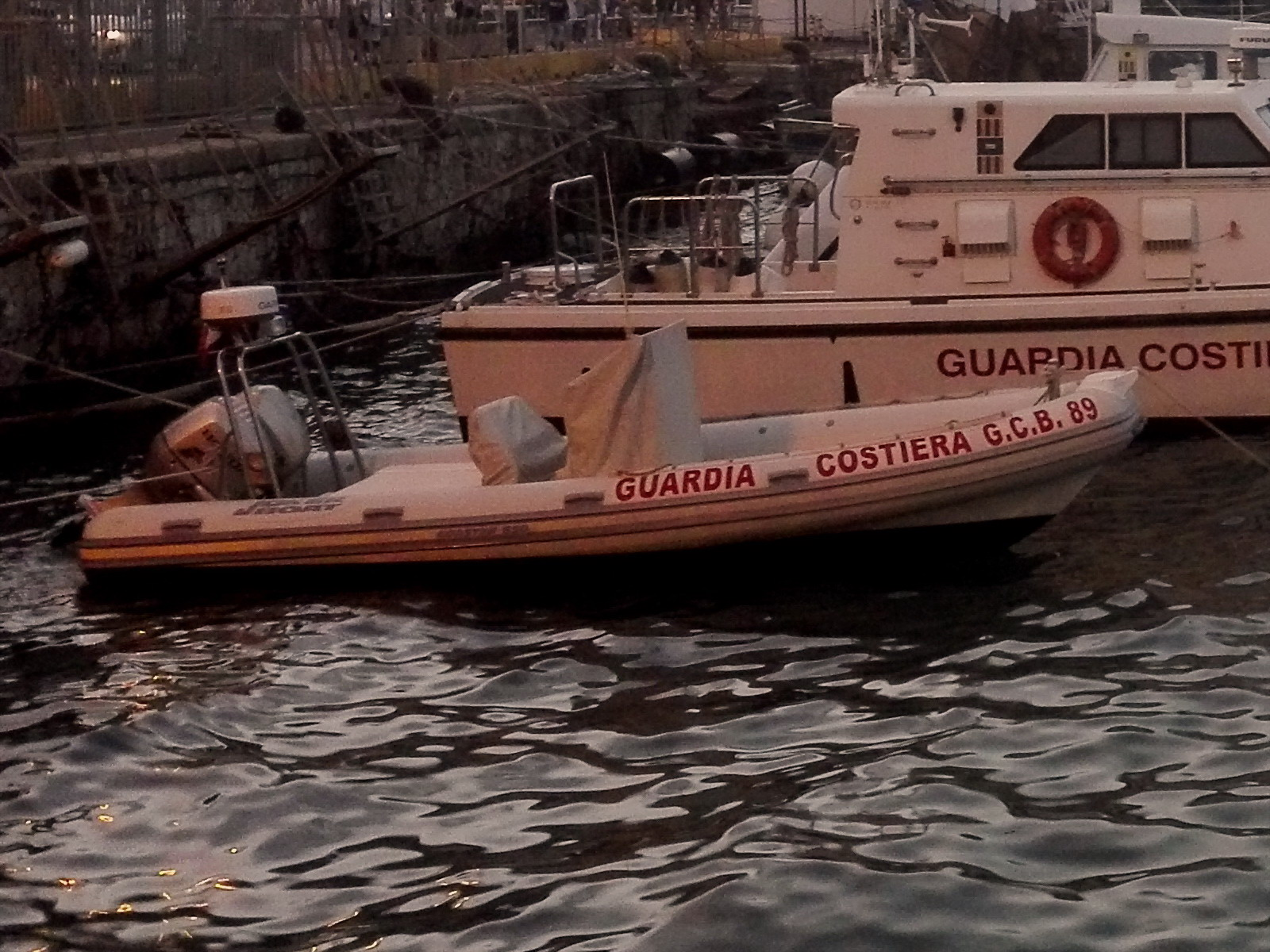
GCB89 ormeggiato al Porto di Anzio